# Frithuwald af Bernicia
Frithuwald af Bernicia var en hersker af den angelsaksiske kongerige Bernicia, der muligvis var konge fra 579 til 585. Han er den sjette kendte hersker af kongeriget.
Der vides ikke meget om Frithuwalds liv og regeringstid. Rækkefølgen og regeringstiden for de tidligste herskere varierer voldsomt mellem Idas død og begyndelsen på Æthelfriths regeringstid i 592/593. Frithuwald begyndte sandsynligvis at regere i 579 og ifølge Historia Brittonum angiver at han sad på tronen i 6 år. Historia Brittonum angiver dog også, at han regerede, da Augustine af Canterburys mission kom til Kent i 597.